# Скрента, Ричард
Ричард «Рич» Скрента (англ. Richard «Rich» Skrenta; родился в 1967 году в городе Питсбург, штат Пенсильвания) — программист и автор Elk Cloner, первого компьютерного вируса, распространявшегося «в дикой среде» (англ. in-the-wild). Elk Cloner инфицировал компьютеры Apple II в 1981 г.
Получил диплом в Северо-Западном университете. С 1989 по 1991 годы работал в Commodore Business Machines с Amiga Unix. Между 1991 и 1995 он работал в Unix System Labs, а с 1996 по 1998 с IP-level шифрованием в Sun Microsystems. Позднее он покинул Sun и стал одним из основателей Open Directory Project. Одновременно с работой над Каталогом Скрента работал в Netscape Search, AOL Music и AOL Shopping.
Он также был вовлечён в VMS Monster, бывший мультипользовательский мир для VMS. VMS Monster стал вдохновением для TinyMUD. Он также известен как участник разработки TASS, прообраза tin, популярного threaded Usenet newsreader для систем Unix.
В 1989 он начал работу над новой многопользовательской игрой. В 1994 она была запущена под названием Olympia в качестве платной игры от Shadow Island Games. С 2002 по 2007 гг. занимал пост исполнительного директора в Topix.net.